# Yolanda Ross
Yolonda Ross, född 31 juli 1974 i Omaha, Nebraska, är en amerikansk skådespelare.
Ross har bland annat medverkat i TV-serierna American Gigolo och Terror Lake Drive och The Chi.

## Filmografi (i urval)
- 2018–2022 – The Chi (TV-serie)
- 2022 – American Gigolo (TV-serie)
- 2022 – Terror Lake Drive (TV-serie)